# 燕三条市
燕三条市（つばめさんじょうし）という市（自治体）は存在しない。
新潟県燕市と三条市の境界部に燕三条駅が存在するが、燕市と三条市は一つの市ではなくそれぞれ別の市である。
- 燕市 - 燕三条駅より北側が燕市域。
- 三条市 - 燕三条駅より南側が三条市域。
- 新潟県県央地域 - 新潟県中央部の一帯で、三条市と燕市の両方を含む。